# Metastasis (Iannis Xenakis)

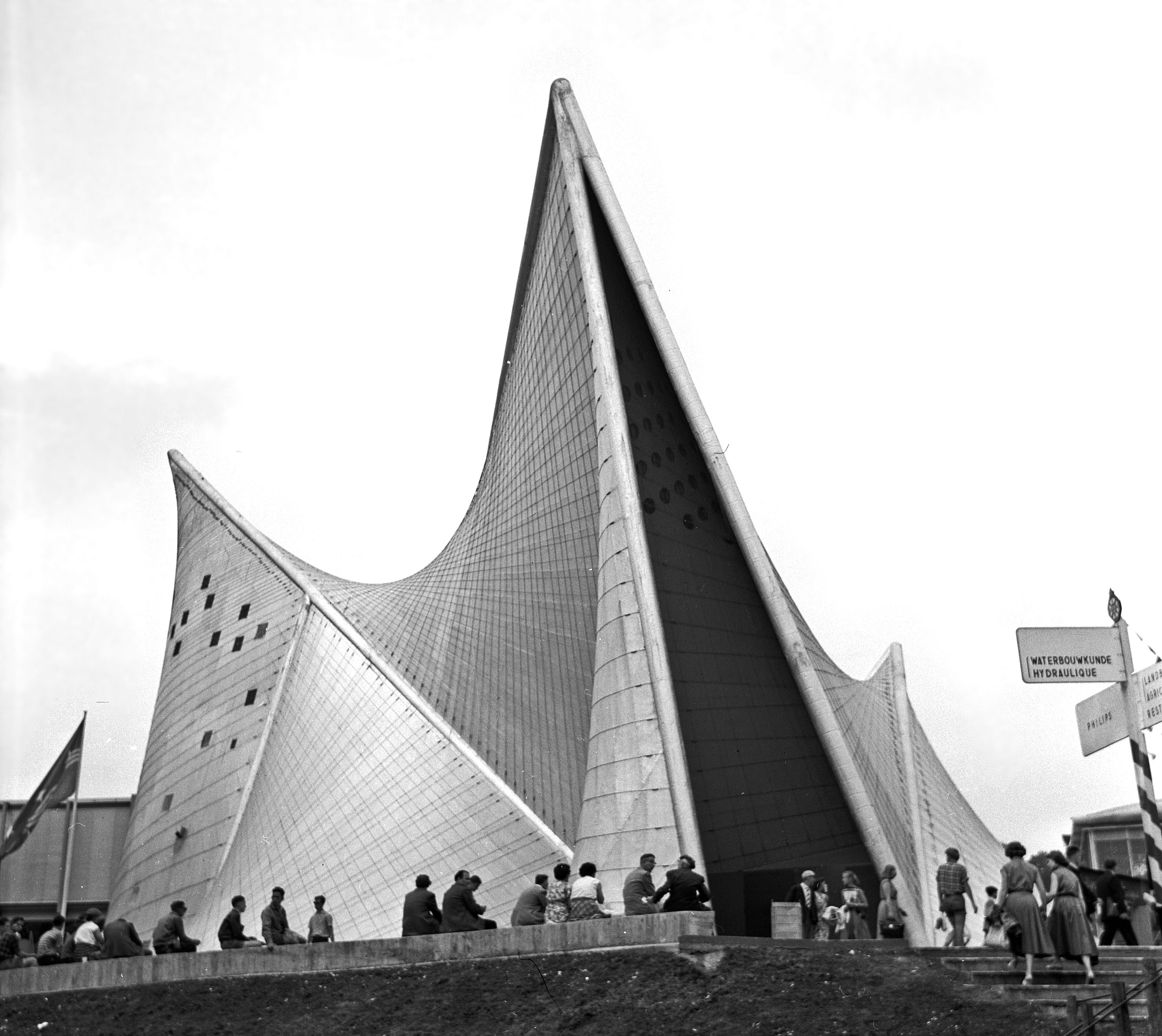
Exposition universelle de Bruxelles de 1958

Metastasis, parfois orthographié Metastaseis, est une œuvre orchestrale du compositeur grec Iannis Xenakis, la première œuvre qu’il compose en utilisant entièrement des procédés mathématiques, entre 1953 et 1954. Elle fut créée le 16 octobre 1955 au Festival de Donaueschingen, en Allemagne, sous la direction de Hans Rosbaud. Il s’agit de l’opus 1 de son catalogue de compositeur, mais il existe des œuvres antérieures qui sont exclues de la numérotation de ses opus.

## La naissance des musiquesmassiqueetstochastique
Au début des années 1950, Iannis Xenakis s’oppose à la musique sérielle, inventée par la nouvelle génération en généralisant le principe de la musique dodécaphonique inventé par Arnold Schönberg. Pour lui, même si c’est un principe fondamentalement polyphonique, le résultat sonore, soumis à des règles de plus en plus strictes et complexes, est une «masse de notes dans divers registres», dont la rencontre n’a plus aucune cohérence acoustique, et donc qui nie la polyphonie dans son principe. Il s’oppose particulièrement au sérialisme pur, incarné à l’époque par des œuvres telles que Polyphonie X (1951) ou Le marteau sans maître (1954) de Pierre Boulez, qu’il juge très académique et par conséquent le considère comme une négation de lui-même dans son principe de liberté. Ces années sont aussi celles du développement des procédés aléatoires dans la musique, déjà initiés par Charles Ives, puis auxquels John Cage confiera l’entière responsabilité du processus d’écriture musicale, niant ainsi le rôle du compositeur.
Xenakis reprochait à ces courants de ne pas permettre la mise en valeur des capacités créatrices de l'artiste, sa personnalité et ses émotions. En réaction, il réfléchit à une musique qui lui permettrait de poser avec sincérité les sons qu’il imagine, dont l’exigence dépasse l’utilisation de la tonalité, la modalité ou l’atonalité libre. Il se fait donc le pionnier de la musique massique dont le principe est de développer des agglomérats de sons constituant des masses sonores évolutives et non un développement par parties qui s'enchevêtrent de manière imprévisible comme le proposait la musique sérielle. Metastasis signifie d’ailleurs «je change de place» en grec et ce mot est à l’origine étymologique de métastase, ce qui implique une notion d'évolution continue.

Pour obtenir ces sonorités qui le hantent, souvent métaphoriques et inspirées de phénomènes naturels, mais aussi des scènes de regroupements de foules qu’il a vécues lorsqu’il était résistant pendant la Seconde Guerre mondiale, il a mis au point des techniques mathématiques utilisant les calculs de probabilités stochastiques qui lui permettaient d’incorporer l’aléatoire avec un maximum d’intervention.
György Ligeti s’intéressera lui aussi dès 1958 à l’écriture d’une musique au développement massique, apparemment statique, mais en réalité en constante mutation.

## Description brève
Cette description n’est que partielle et ne consiste qu’à montrer l’utilisation des techniques de musique massique et stochastique.
Metastasis est une œuvre d’environ 10 minutes pour un effectif de 65 musiciens : 12 vents, 7 percussions et 46 cordes.
Cette pièce se développe dès les premières mesures sur des glissandos aux cordes qui dessinent des courbes modélisant un espace sonore compact qui évolue progressivement. Au bout d’un moment cette évolution deviendra statique, atteignant un stade de verticalité presque totale, laissant percevoir une gigantesque masse sonore uniforme appelée cluster. Puis se construisent des sonorités à l’aide des probabilités, d’abord éparses et distinctes, comme un nuage de notes qui s’étend et grossit, à l’instar de la métastase, et devient plus compact jusqu'à n’en discerner par moments que le contour musical. Pour cette partie, Xenakis utilisera des suites de douze tons et la suite de Fibonacci pour calculer les durées. L’orchestre est utilisé dans sa totalité, presque instrument par instrument, et chaque partie instrumentale n’est qu’une composante de la masse sonore globale. Pour créer cette masse sonore, le compositeur jouera sur le timbre des instruments. Dans la suite de la partition, on retrouvera à nouveau ses glissandos qui viendront muter l’effet acoustique produit. Xenakis mélangera toutes sortes de timbres puis il jouera essentiellement sur cette notion et sur une rythmique complexe, en ne jouant que des notes fixes. Il finit sur une descente en glissandos aux cordes dont les écarts se resserrent pour arriver à un unisson mêlant les différents ensembles de cordes.
George Balanchine a écrit la chorégraphie d'un ballet sur les musiques Metastasis et Pithoprakta. La première a été donnée le 18 janvier 1968 par le New York City Ballet avec Suzanne Farrell et Arthur Mitchell.
Iannis Xenakis écrira plus de quarante œuvres orchestrales, sur un total de presque 150 opus. L'utilisation des glissandos sera très présente dans la suite de ses travaux, jusque dans les années 1980.

## Metastasisen architecture
Lorsque le Corbusier reçoit une commande pour l'Exposition universelle de Bruxelles de 1958, à court d'idées, il confie le projet à son assistant : Yannis Xenakis. Celui-ci décide alors de se fonder sur les mêmes principes de construction que dans Metastasis pour concevoir les courbes du pavillon Philips. Dans ce pavillon seront émises par des haut-parleurs, dans le même concert, des œuvres de Edgard Varèse (Poèmes électroniques) et de Xenakis (concret PH pour Parabole - Hyperbole).
Xenakis se voit aussi confier le suivi du chantier du couvent de la Tourette, où il adapte Metastasis aux façades.